# Занкишиев, Казбек Кубадиевич
Казбек Кубадиевич Занкишиев (23 мая 1992 — 2 марта 2024) — российский дзюдоист, чемпион России, Европы и мира среди юниоров и молодёжи, чемпион и призёр чемпионатов России, бронзовый призёр чемпионатов Европы и мира, мастер спорта России международного класса. Выступал в полутяжёлой весовой категории (до 100 кг). Представлял клуб «Динамо» (Тюмень). Тренировался под руководством К. И. Занкишиева и Д. А. Воловича.
Умер во сне в возрасте 31 года.

## Спортивные результаты
- Чемпионат России по дзюдо 2010 года — ;
- Первенство России по дзюдо среди юниоров 2011 года — ;
- Первенство мира по дзюдо среди юниоров 2011 года — ;
- Первенство России по дзюдо среди молодёжи 2012 года — ;
- Чемпионат России по дзюдо 2013 года — ;
- Первенство России по дзюдо среди молодёжи 2014 года — ;
- Первенство Европы по дзюдо среди молодёжи 2014 года — ;
- Чемпионат России по дзюдо 2015 года — .